# Françoise af Orléans (1844-1925)
Françoise af Orléans (1844–1925) var en fransk prinsesse, der var sønnedatter af kong Ludvig-Filip af Frankrig og datterdatter af kejser Pedro 1. af Brasilien. Fra 1926 blev nogle af hendes efterkommere været tronprætendenter til den franske trone. Én af hendes døtre giftede sig med prins Valdemar af Danmark, der var søn af Christian 9. af Danmark.

## Forældre
Françoise af Orléans var datter af François af Orléans, fyrste af Joinville og Francisca af Brasilien, fyrstinde af Joinville.

## Børn
Françoise af Orléans fik fem børn:
1. prinsesse Marie af Orléans (1865–1909), som i 1885 giftede sig med prins Valdemar af Danmark, (den yngste søn af kong Christian 9. af Danmark.
2. prins Robert af Orléans (1866–1885).
3. Henri, prins af Orléans (1867–1901), opdagelsesrejsende.
4. prinsesse Marguerite af Orléans (1869–1940), som i 1896 giftede sig med Marie-Armand-Patrice de Mac-Mahon, hertug af Magenta, søn af general (marskal fra 1859) og præsident (1873–1879) Patrice Mac-Mahon. Som helt ung havde Marguerite af Orléans været forelsket i den senere kong Christian 10. af Danmark.
5. Jean af Guise (1874–1940), hertug af Guise, Fra 1926 var han prætendent til titlen "Johan 2. af Frankrig". Efter 1940 har Jeans søn, sønnesøn og oldesøn efterfulgt ham som tronprætendenter.